# Münchener Eislauf-Verein
Le Club de patinage de Munich (en allemand : Münchener Eislauf-Verein) est un club de sport de glace situé à Munich en Allemagne, fondé en 1883. Il est après le SC Hambourg, le deuxième plus ancien club des sports de glace existant en Allemagne. Aujourd'hui des sections en patinage artistique, danse sur glace et patinage de vitesse sur piste courte sont encore actives. Le club a également abrité des sections en hockey sur glace et en curling.

## Histoire de l'équipe de hockey sur glace
La section de hockey sur glace fut fondé en 1909. Le meilleur résultat dans le championnat d'Allemagne est la troisième place obtenue en 1925 et 1932.
En 1966, l'équipe devient la section hockey du Bayern Munich puis redevint le Munich EV le 1969. En 1976, la section hockey fusionne avec le EHC 70 München.

## Histoire de l'équipe de patinage artistique

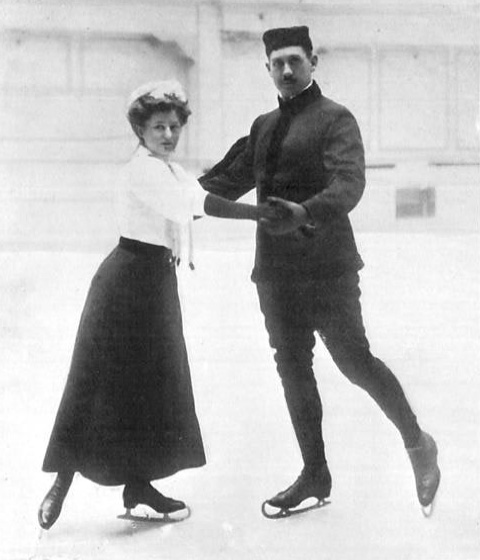
Anna Hubler et Heinrich Burger aux Jeux olympiques en 1908.

- Gilbert Fuchs, champion du monde en 1896, 1906
- Anna Hubler et Heinrich Burger, champions olympique 1908, champions du monde en 1908, 1910
- Maxi Herber, champion olympiques en couple en 1936, champion du monde en couple en 1936, 1937, 1938, 1939
- Manfred Schnelldorfer, champion olympique 1964, champion du monde en 1964, huit fois champion d'Allemagne
- Annette Dytrt, six fois championne d'Allemagne

## Histoire de l'équipe de curling
La section curling exista de 1966 à 1993. Elle fut six fois championne d'Allemagne.

## Histoire de l'équipe de patinage de vitesse
- Julius Seyler, champions d'Europe en 1896, 1898 Vice Champion du Monde en 1898
- Erhard Keller, champion olympique 1968 et 1972 pour le DEC Frillensee Inzell.